# Rubus hevellicus
Rubus hevellicus — вид квіткових рослин з родини трояндових (Rosaceae). Ареал: Німеччина (Бранденбург, Берлін, Гессен, Мекленбург-Передня Померанія, Нижня Саксонія, Саксонія, Саксонія-Ангальт, Тюрінгія), Польща.